# アルミランテ・イリサール (砕氷艦)
アルミランテ・イリサール（Q-5 Almirante Irízar）はアルゼンチン海軍に所属する砕氷艦。アルゼンチンの南極基地へ人員・物資を輸送するとともに南極海における科学的調査を行う。

## 概要
アルミランテ・イリサールは先代の砕氷艦ヘネラル・サン・マルティン(Q-4 General San Martin)の代替として1975年にフィンランドのバルチラ造船所に発注され、1978年に就役した。艦名は1903年にスウェーデンのノルデンショルド探検隊が南極で遭難した際に、その救助に活躍した帆装コルベット「ウルグアイ」の艦長フリアン・イリサール少佐（のちに中将）に因んで付けられた。現在のアルゼンチン海軍においては補給艦パタゴニア（B-1 Patagonia 17,800t）に次ぐ排水量を持つ大型艦である。
アルゼンチンが南極に設けた越冬基地（ベルグラノII基地、オルカダス基地、マランビオ基地、エスペランサ基地、サン・マルティン基地、ジュバニー基地）をはじめ多くの観測拠点への人員と物資を運び、南極向けの観光客を乗せることもある。1m厚の海氷を連続砕氷可能で、一度後進をかけてから氷に体当たりするラミング砕氷能力は6mにおよぶ。3000m3の貨物を収容する船倉があり、艦上には16トンクレーン2基と60トンの巻上げ能力を持つウィンチを備える。また中型ヘリコプター2機分の格納庫とヘリデッキを有し、主としてシーキングヘリコプターを運用する。船内の研究室は、後述の火災事故からの修復を機に床面積74m2から412m2へ拡張された。

## 艦歴
1982年のフォークランド紛争において、同紛争の発端となったアルゼンチン軍によるフォークランド諸島占領作戦「ロサリオ」に上陸作戦艦艇の一隻として参加。4月2日未明にヘリコプターを発艦させ、海軍のコマンド部隊を同島の制圧に向かわせている。本土の海軍基地に帰還したアルミランテ・イリサールは160床のベッドと医療設備を搭載し、それ以降終戦までの期間を病院船として活動した。
2002年6月、ロシアのノボラザレフスカヤ基地へ補給を行っていたドイツの耐氷貨物船マグダレーナ・オルデンドルフが南極プリンセス・アストリッド・コーストで氷に閉じ込められ脱出できなくなった際に、南アフリカの調査船アガラスと共にその救助にあたった。アガラスのヘリコプターが乗船者のうち89名を空輸で救出後、アルミランテ・イリサールが海氷を割って現地に到着。すでに厚い氷に囲まれた現場海域から冬季の間に事故船を開放することはできなかったが、貨物船に残って越冬することになった乗員16名に救援物資と医療スタッフを送り届けた。
2007年4月10日、南極からの帰路にあったアルミランテ・イリサールは発電機室より火災を起こし船体後部にかけて延焼した。船体の15パーセントが焼け落ちヘリコプター2機も失ったが、乗員・乗客296名は脱出して死者は出さなかった。艦長ほか数名は艦に留まり、火災発生から10日後に曳航されてプエルト・ベルグラーノの海軍基地に帰港した。修復工事はブエノスアイレスのTandanor造船所に発注され、機関の換装と船体の近代化改装はスペインのSener社などに委ねられた。修復を機に乗員乗客の収容人数を245名から313名へ増加させ機関出力も強化する計画で、2011年～2012年の南極航海で再就役させる見込みであったが、実際の工期と費用は当初の見込みを大幅に超過することとなった。火災から10年後の2017年7月に外洋での試験航海を実施、2017年12月18日をもって南極基地への補給任務に復帰した。

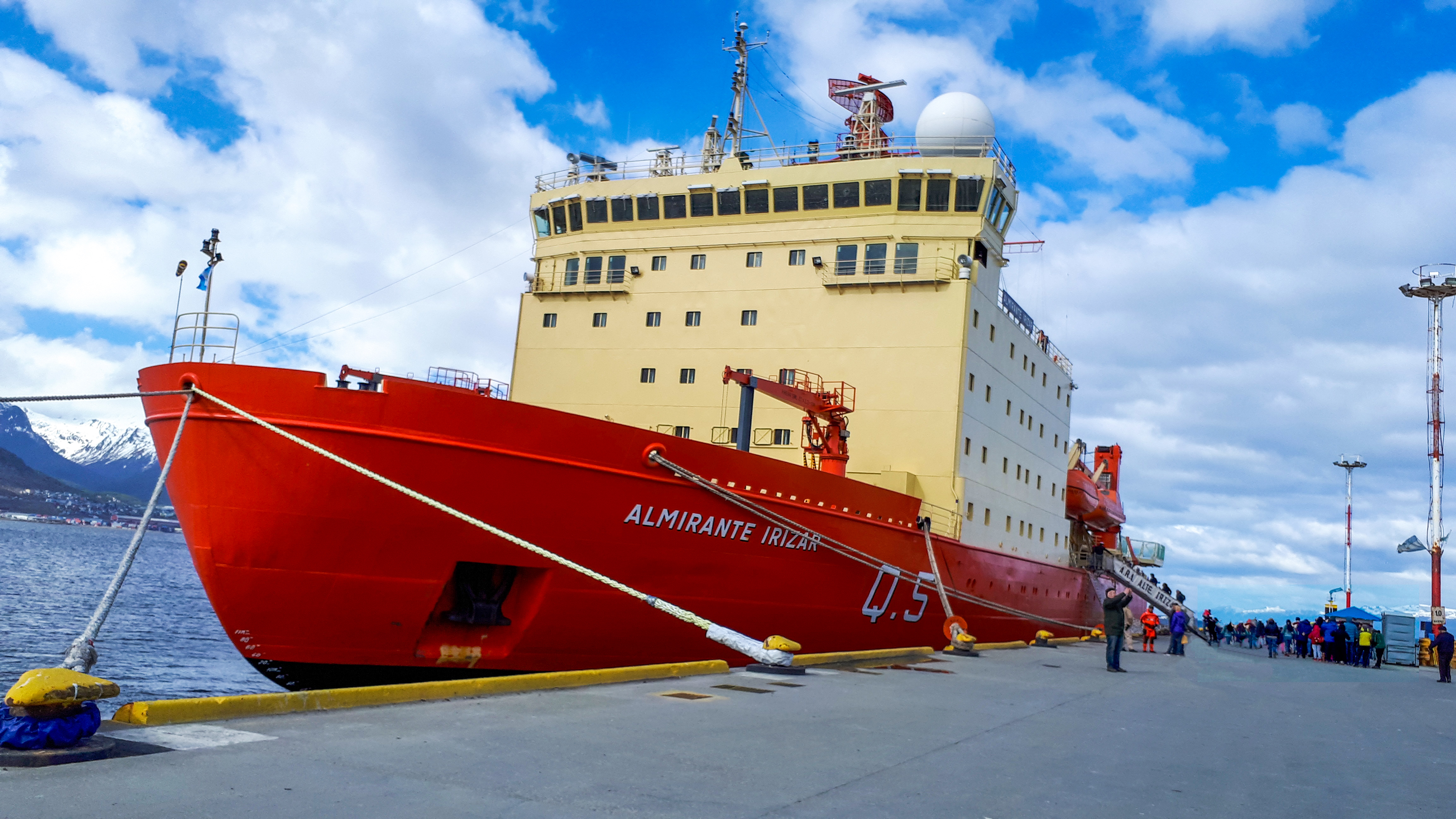
ウシュアイアの港で (2017)

2018年3月11日、砕氷船ローレンス・M・グールドによる回収を海氷に阻まれ南極半島北東部のジョインビル島に孤立していたアメリカ人研究者ら5名をヘリコプターで救出した。